# Challenger de Manta 2013
El Manta Open 2013 fue un torneo de tenis profesional que se jugó en pistas duras. Se trató de la décima edición del torneo que forma parte del ATP Challenger Tour 2013 . Tuvo lugar en Manta , Ecuador entre el 1 y el 6 de julio de 2013.

## Jugadores participantes del cuadro de individuales

### Cabezas de serie
| País                      | Jugador               | Rank1 | Favorito |
| Bandera de Estados Unidos | Michael Russell       | 34    | 1        |
| Bandera de Argentina      | Guido Andreozzi       | 144   | 2        |
| Bandera de Colombia       | Alejandro González    | 164   | 3        |
| Bandera de Argentina      | Facundo Arguello      | 169   | 4        |
| Bandera de Brasil         | Thiago Alves          | 202   | 5        |
| Bandera de Ecuador        | Julio César Campozano | 209   | 6        |
| Bandera de Canadá         | Peter Polansky        | 213   | 7        |
| Bandera de Brasil         | Fabiano de Paula      | 238   | 8        |
| ------------------------- | --------------------- | ----- | -------- |

- 1 Se ha tomado en cuenta el ranking del 24 de junio de 2013.

### Otros participantes
Los siguientes jugadores recibieron una invitación (wild card), por lo tanto ingresan directamente al cuadro principal:
- Emilio Gómez
- Diego Hidalgo
- Nicolás Massú
- Roberto Quiroz

Los siguientes jugadores ingresan al cuadro principal como alternantes:
- Iván Endara
- Juan Ignacio Londero
- Michael Quintero

Los siguientes jugadores ingresan al cuadro principal tras disputar el cuadro clasificatorio:
- Andres Cabezas
- Sergio Galdós
- Felipe Mantilla
- Eduardo Struvay

## Jugadores participantes en el cuadro de dobles

### Cabezas de serie
| País                   | Jugador               | País                               | Jugador          | Rank1 | Favorito |
| Bandera de Ecuador     | Julio César Campozano | Bandera de Canadá                  | Peter Polansky   | 446   | 1        |
| Bandera de Argentina   | Facundo Argüello      | Bandera de la República Dominicana | Víctor Estrella  | 490   | 2        |
| Bandera de El Salvador | Marcelo Arévalo       | Bandera de Perú                    | Sergio Galdós    | 525   | 3        |
| Bandera de Colombia    | Alejandro González    | Bandera de Colombia                | Carlos Salamanca | 611   | 4        |
| ---------------------- | --------------------- | ---------------------------------- | ---------------- | ----- | -------- |

- 1 Se ha tomado en cuenta el ranking del 24 de junio de 2013.

## Campeones

### Individual Masculino
- Michael Russell derrotó en la final a  Greg Jones por 4–6, 6–0, 7–5.

### Dobles Masculino
- Marcelo Arévalo /  Sergio Galdós derrotaron en la final a  Alejandro González /  Carlos Salamanca por 6-3, 6-4.